# Bombardement du 28 avril 2023 d'Ouman
 (juin 2023).
Le bombardement du 28 avril 2023 d'Ouman est survenu dans la nuit du 28 avril 2023, vers 4h00 du matin, lorsque la Russie a lancé plus de 20 frappes de missiles à longue portée Kh-101/X-101 contre des immeubles résidentiels à Ouman, en Ukraine, lors de l'invasion russe de l'Ukraine,. 23 civils ont été tués, dont trois enfants, tandis que neuf autres ont été blessés. Ouman est situé à 320 kilomètres de toute ligne de front dans la guerre russo-ukrainienne. Dans un immeuble, 27 des 46 appartements ont été détruits par l'explosion.
La Russie a déclaré qu'elle "visait les unités de réserve et utilisait des armes de haute précision" à Ouman, mais aucune victime militaire n'a été enregistrée parmi les morts. La frappe aérienne a été rapidement suivie d'un message Telegram du ministère russe de la Défense d'une image d'un lancement de missile avec la légende "droit sur la cible".

## Réactions
Comme Ouman est l'emplacement de la tombe du rabbin Nahman de Bratslav, un lieu de pèlerinage populaire pour les juifs hassidiques, Israël a condamné l'attaque russe. Le ministre ukrainien des Affaires étrangères, Dmytro Kouleba, a déclaré que le bombardement montre que le Kremlin ne souhaite pas un retour de la paix. Le président tchèque Petr Pavel, qui était  en visite officielle à Kiev à ce moment, a conclue que le bombardement montre que la Russie vise intentionnellement des civils en Ukraine.
Matthew Hollingworth, du Bureau de la coordination des affaires humanitaires des Nations unies, a condamné l'attaque qui a tué des civils dormant chez eux, dans une ville éloignée de la ligne de front.

## Galerie
- Force de l'ordre Ukrainienne

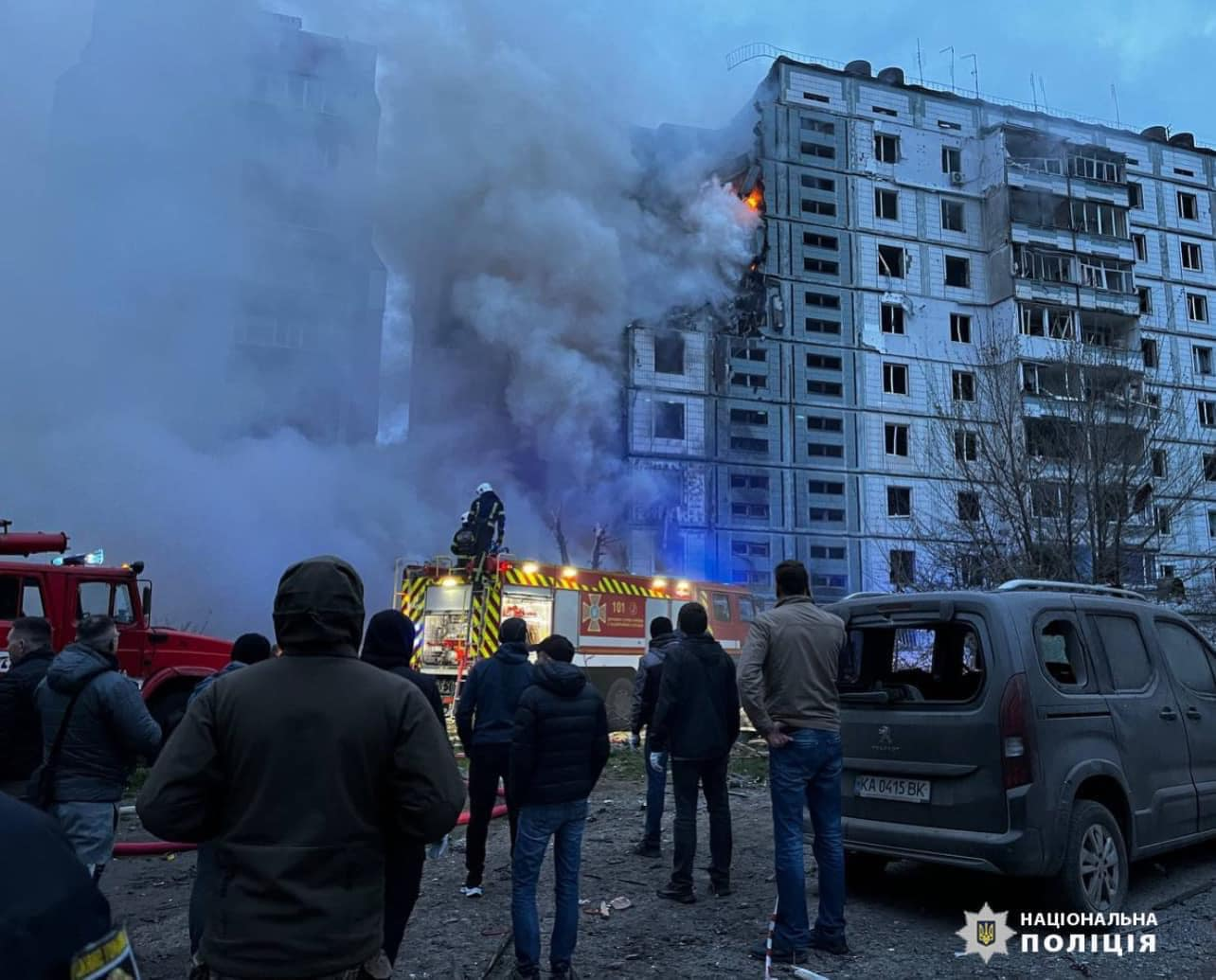
Habitants découvrant le bâtiment en flamme
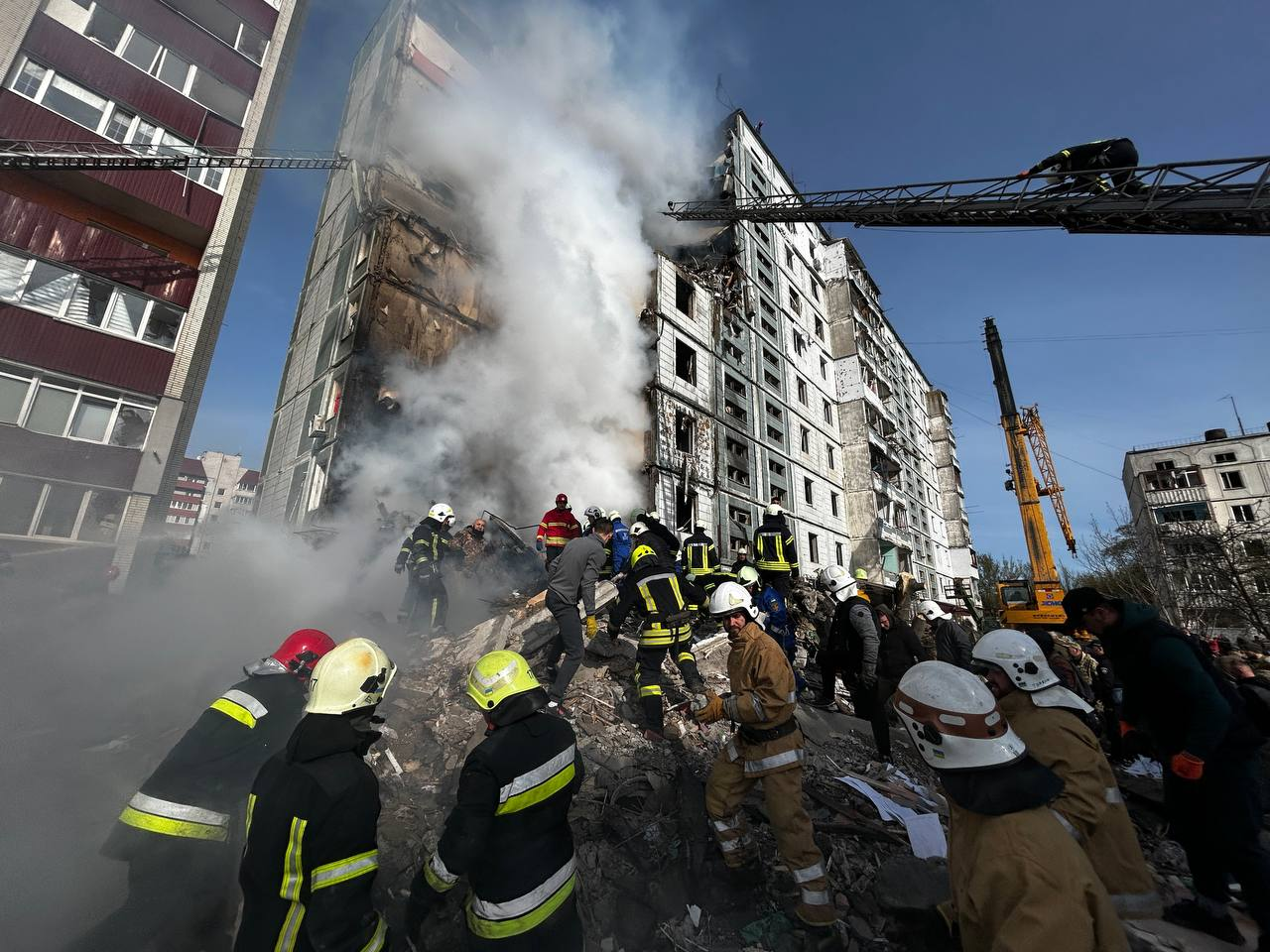
Extinction de l'incendie
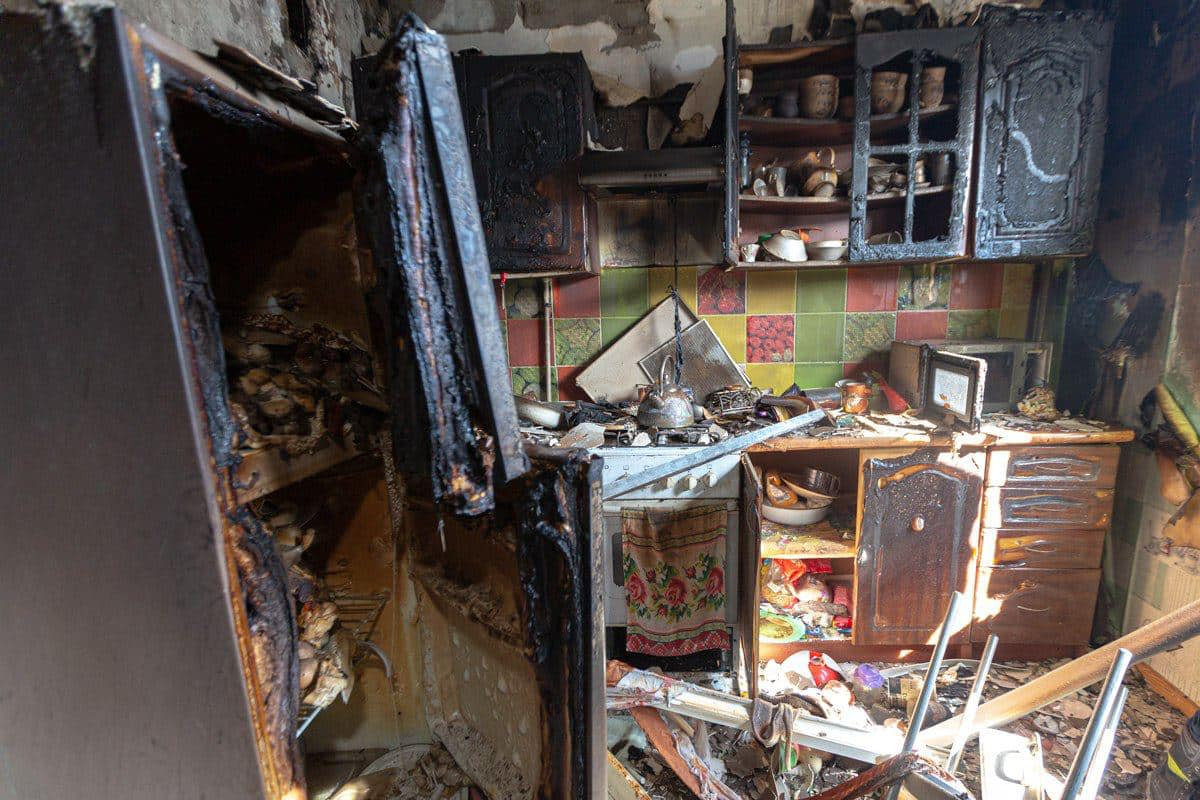
Intérieur à la suite de l'incendie